# Almoloya de Gutiérrez
Almoloya de Gutiérrez es una población del estado mexicano de Oaxaca, localizada en el Municipio de El Barrio de la Soledad y en el Istmo de Tehuantepec. Tiene el carácter de localidad de El Barrio de la Soledad, siendo la tercera localidad más poblada, después de la Colonia Progreso y la cabecera municipal. 

## Ubicación
La localidad se localiza directamente al sur de la cabecera municipal, sobre una brecha carretera, de igual manera cuenta con una carretera que conecta a esta localidad con la carretera transistmica que transita en la región, no se debe confundir a esta localidad con la Estación Almoloya, ubicada en la localidad llamada Almoloya Bajo. Se ubica en las coordenadas geográficas 16°45′3″N 95°4′26″O / 16.75083, -95.07389.